# Алберт Спађари
Алберт Спађари (Ларањ Монтеглен, 14. децембар 1932 — Белуно, 8. јун 1989) био је француски пљачкаш познат по организовању упада у банку Société générale у Ници 1976. године